# Blues (album)
1994. április 26-án jelent meg Jimi Hendrix Blues című válogatásalbuma.  Hendrix zenéjére a blues is nagy hatást gyakorolt. Az albumon 11 előzőleg még ki nem adott, 1966 és 1970 között felvett dal szerepel. Ebből hét Hendrix saját szerzeménye, négy pedig híres dalok feldolgozása.

## Az album dalai
Minden dalt Jimi Hendrix írt, kivéve, ahol jelölve van.
1. "Hear My Train a Comin'" (acoustic) – 3:05
  - Bruce Fleming londoni fotóstúdiója, 1967. december 19.
2. "Born Under a Bad Sign" – (Booker T. Jones – William Bell) – 7:37
  - Record Plant Studios, New York, 1969. december 15.
3. "Red House" – 3:41
  - CBS Studios, London, 1966. december 13. Kis eltérés tapasztalható az Are You Experienced?-en megjelent változattól.
4. "Catfish Blues" (Robert Petway) – 7:46
  - Vitus Studios, Bussum, Hollandia, 1967. november 10.
5. "Voodoo Chile Blues" – 8:47
  - Record Plant Studios, New York, 1968. május 2.
6. "Mannish Boy" (Bo Diddley – Mel London – Muddy Waters) – 5:21
  - Record Plant Studios, New York, 1969. április 22.
7. "Once I Had a Woman" – 7:49
  - Record Plant Studios, New York, 1970. január 23.
8. "Bleeding Heart" (Elmore James) – 3:26
  - Record Plant Studios, New York, 1969. május 21.
9. "Jam 292" – 6:25
  - Record Plant Studios, New York, 1969. május 14.
10. "Electric Church Red House" – 6:12
  - TTG Studios, Hollywood, Kalifornia, 1968. október 29.
11. "Hear My Train a Comin'" (electric)" – 12:08
  - Berkeley Community Theatre, Berkeley, Kalifornia, 1970. május 30.

## Közreműködők
- Jimi Hendrix – gitár, 12 húros akusztikus gitár, ének
- Noel Redding – basszusgitár (3., 4., 10.)
- Mitch Mitchell – dob (3., 4., 5., 9., 10., 11.)
- Billy Cox – basszusgitár (2., 6., 7., 8., 9., 11.)
- Buddy Miles – dob (2., 6., 7., 8., 10.)
- Steve Winwood – orgona (5.)
- Jack Casady – basszusgitár (5.)
- ismeretlen – szájharmonika (7.)
- Lee Michaels – orgona (10.)